# UMO Jazz Orchestra

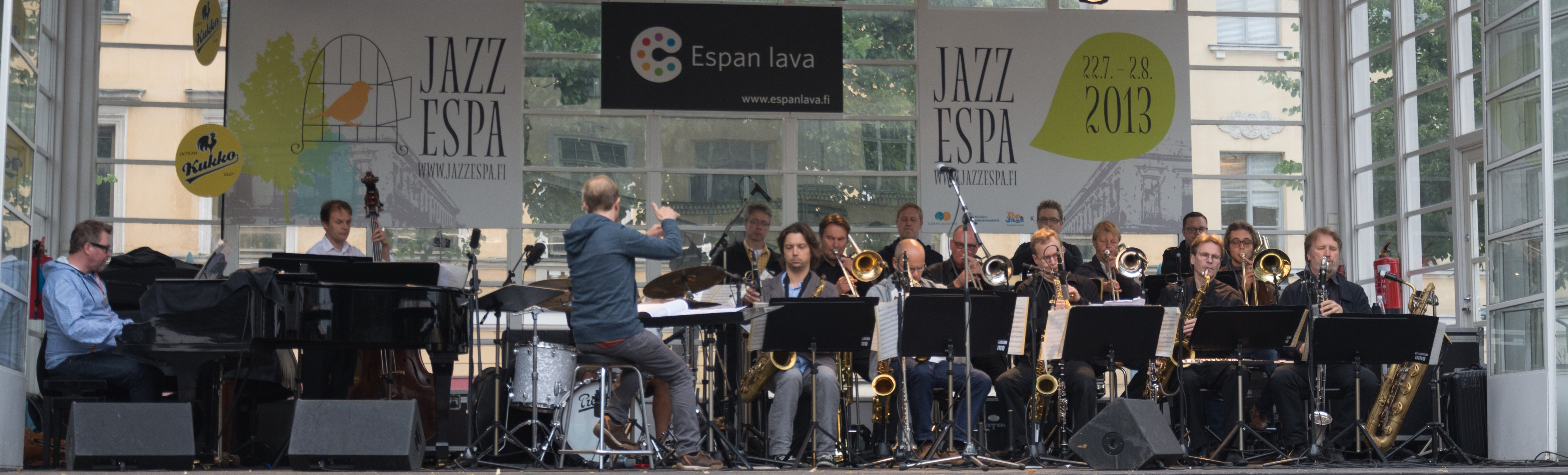
UMO Jazz Orchestra

Das UMO Jazz Orchestra ist eine finnische Big Band des Modern Jazz, die seit 1975 besteht. Sie wurde von den Musikern Heikki Sarmanto und Esko Linnavalli gegründet und bestand zunächst aus den Musikern des finnischen Radio-Tanzorchesters.
UMO ist die Abkürzung für Uuden Musiikin Orkesteri (Orchester Neuer Musik). Seit 1984 wird UMO als dauerhaftes Orchester professioneller Musiker durch den Finnischen Rundfunk, vom finnischen Kulturministerium und die Stadt Helsinki finanziert. Insofern fungiert es wie eine nationale finnische Jazz-Bigband; es spielt etwa 80 Konzerte im Jahr.
Das UMO Jazz Orchestra hatte Auftritte in verschiedenen europäischen Ländern ebenso wie Nordamerika. Das Orchester hat mit Solisten wie Thad Jones, Mel Lewis, Dizzy Gillespie, Muhal Richard Abrams, McCoy Tyner, Michael Brecker, John Scofield, Tomasz Stańko, Gregory Porter, Roberta Gambarini, Antti Sarpila und Gustavo Bergalli gespielt. Für die 16-köpfige Formation haben Heikki Sarmanto, Gil Evans, Maria Schneider, Pekka Pohjola, Eero Koivistoinen, Pekka Toivanen oder Iro Haarla geschrieben; das Repertoire des Ensembles reicht bis zum Modern Creative. Das Orchester hat zahlreiche Tonträger vorgelegt, die bei Labeln wie Slam, Naxos Jazz, Leo oder A-Records veröffentlicht wurden. Das Orchester wurde bis 1991 von Esko Linnavalli geleitet; auf ihn folgten verschiedene Persönlichkeiten wie Heikki Sarmanto oder Markku Johansson. Derzeit wird das Orchester kollektiv geleitet.

## Diskographie
- Esko Linnavalli & New Music Orchestra A Good Time Was Had by All (1976)
- Our Latin Friends (1976)
- Thad Jones, Mel Lewis & UMO (1978)
- Umophilos (1979)
- Sea Suite Effoa (1983)
- Ultima Thule (1983)
- Bad Luck, Good Luck (1985)
- UMO New Music Orchestra Plays the Music of Koivistoinen & Linkola (1985)
- Passions of a Man – Kalevala Fantasy (1987)
- Green & Yellow (1987)
- UMO Plays the Music of Muhal Richard Abrams (1989)
- Primal Mind – UMO Plays the Music of Raoul Björkenheim, Live in Helsinki 1991 (2010)
- The First Seven – UMO Plays BAT Jazz in Finland (1992)
- Live in Helsinki 1995 (mit Michael Brecker, ed. 2015)
- One More Time (mit Kenny Wheeler & Norma Winstone, 2000)
- Transit People (2001)
- Markus Ketola feat. UMO: Jatkumo (Lake End, 2003)
- UMO Plays Frank Zappa Feat. Marzi Nyman (2003)
- Counting on the Count – UMO Jazz Orchestra Plays Count Basie (2004)
- Sauna palaa! (2005)
- Mister Blues (mit Pepe Ahlqvist, 2006)
- The Sky Is Ruby (mit Raoul Björkenheim, 2007)
- Agatha (mit Kerkko Koskinen, 2007)
- Taikapeitto (mit Satu Sopanen, 2008)
- UMO on UMO (2009)
- Beauty and the Beast – UMO Plays the Music of Pekka Pohjola, Live & Studio 1977-2004 (2010)
- A Good Time Was Had by All 1976-1979 (2010)
- Rytmihyrrä – Eläinlauluja lapsille / Rytmyra – Djursånger för barn (mit Emma Salokoski, 2011)
- Umo Jazz Orchestra Meets Magnum Coltrane Price Supermusic (mit Nils Landgren & Viktoria Tolstoy, 2012)
- UMO & Vesa-Matti Loiri Ja Johanna Försti Feat. Gracias Ville Ja Valle (2013)
- Lenny Pickett with Umo Jazz Orchestra The Prescription (2014)
- Jimi Tenor & UMO Mysterium Magnum (2015)
- Eero Koivistoinen & UMO Jazz Orchestra: Arctic Blues (2016)
- Nicole Willis & UMO: My Name Is Nicole Willis (2017)
- Itibere Zwarg & Hermeto Pascoal & UMO Jazz Orchestra: Universal Music Orchestra (2017)
- Olli Ahvenlahti & UMO: Seawinds – The Complete YLE Studio Recordings 1976-1981 (2018)
- Randy Brecker & Mats Holmquist with UMO Jazz Orchestra: Together (2018)